# Lijst van aanslagen op Adolf Hitler

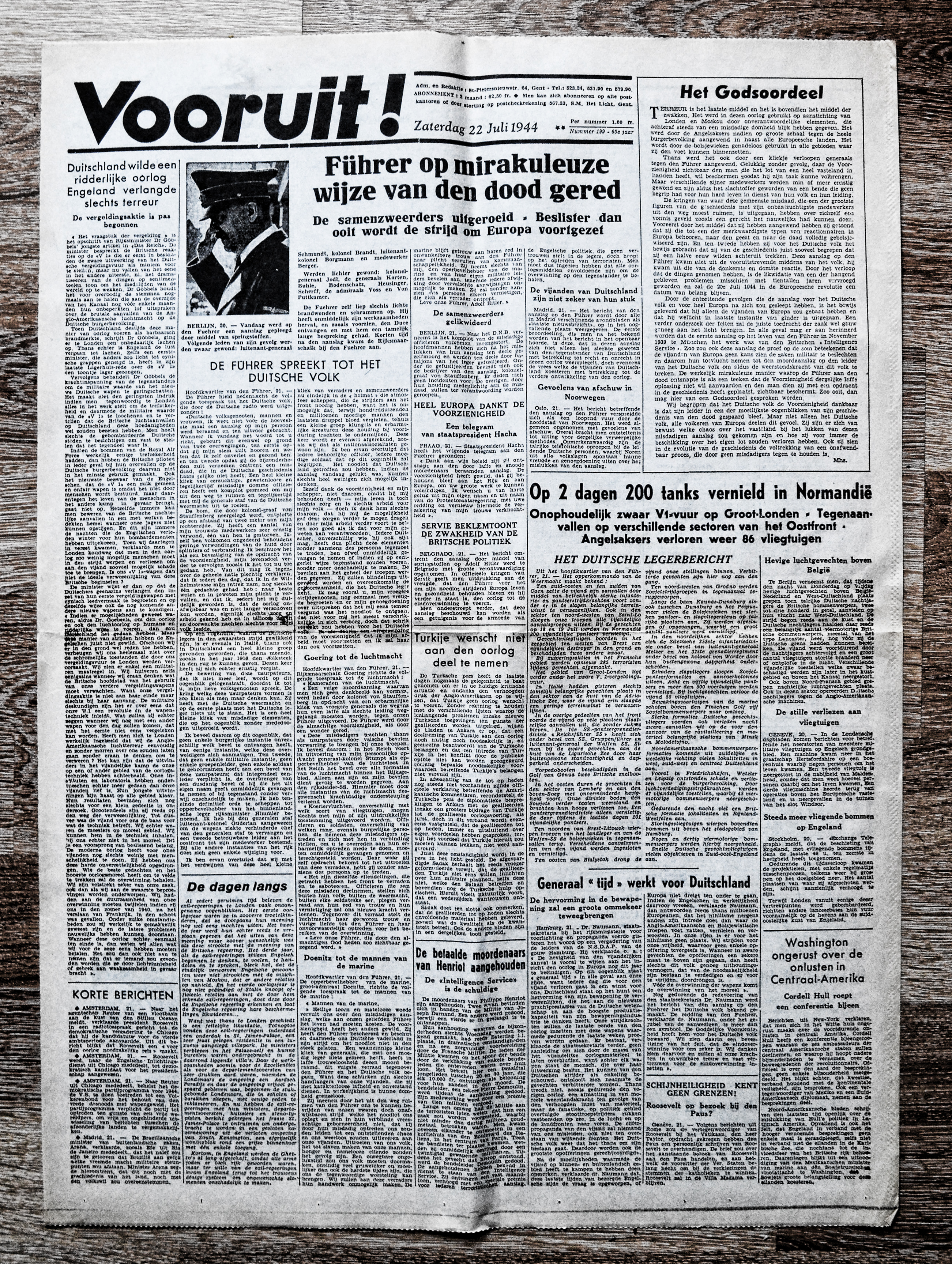
Voorpagina van Vlaams Socialistisch dagblad Vooruit, 22 juli 1944

Deze lijst van aanslagen op Adolf Hitler geeft een overzicht van elke onbetwistbaar gedocumenteerde aanslag of poging daartoe, uitgevoerd door een enkeling, een groep personen of een organisatie, op het leven van Adolf Hitler. Het werkelijke aantal aanslagen of pogingen is niet vast te stellen.
Will Berthold houdt het in zijn boek Die 42 Attentate auf Adolf Hitler, zoals blijkt uit de titel, bij 42 gevallen. Andere bronnen gaan uit van ten minste 39 aanslagen of pogingen.
Hieronder zijn de bekendste gevallen opgesomd, vanaf het ogenblik dat Hitler aan de macht kwam in Duitsland tot aan zijn dood op 30 april 1945, opgedeeld in de periode voor het uitbreken van de Tweede Wereldoorlog en na het uitbreken van de Tweede Wereldoorlog.

## Van 30 januari 1933 tot 31 augustus 1939
| Datum             | Beschrijving |
| ----------------- | --- |
| 9 februari 1933   | Adolf Hitler ontvangt een vergiftigde brief van Ludwig Assner (een ex-communist); deze wordt als gevolg van een per telegram ontvangen waarschuwing echter onderschept. |
| 1934              | Een oppositiegroep rondom Dr. Helmuth Mylius in Berlijn plant een aanslag. De betrokkenen worden nog voor de uitvoering gearresteerd, hun verdere lot is onbekend. |
| 28 september 1938 | Tijdens de zogenoemde Septembersamenzwering moest Hitler in de Rijkskanselarij neergeschoten worden. Door de Akkoorden van München afgesloten op 30 september 1938 komt er echter een diplomatieke oplossing voor het conflict rond het Sudetenland, waardoor de reden voor de aanslag in de hoofden van de samenzweerders vervalt. |
| 9 november 1938   | De Zwitser Maurice Bavaud wil Hitler bij de herdenkingsmars voor de Bierkellerputsch neerschieten. Hij geraakt die dag echter niet dicht genoeg bij Hitler om zijn plan uit te voeren. Hij wordt op de treinreis naar huis opgepakt omdat hij zonder ticket reist. Wanneer blijkt dat hij een wapen in zijn bezit heeft, wordt hij gearresteerd en bekent hij uiteindelijk zijn poging tot aanslag. Hij wordt ter dood veroordeeld en onthoofd. |

## Van 1 september 1939 tot 30 april 1945
| Datum            | Beschrijving |
| ---------------- | --- |
| 8 november 1939  | Bomaanslag door Georg Elser in de Bürgerbräukeller te München tijdens de jaarlijkse herdenking van de Bierkellerputsch. Hitler en verschillende Nazileiders hebben tegen de verwachtingen in de plek vroegtijdig verlaten, 13 minuten voor de ontploffing, en ontsnappen aan de dood. Er vallen acht doden en een zestigtal gewonden. Elser wordt nog voor de ontploffing per toeval gesnapt terwijl hij illegaal de Duits-Zwitserse grens wil oversteken. Na zijn bekentenis wordt hij in het concentratiekamp Dachau gevangengehouden en daar op 9 april 1945 zonder enige vorm van proces doodgeschoten. |
| 11 november 1939 | Erich Kordt wil zichzelf in aanwezigheid van Hitler in de Rijkskanselarij opblazen. Als gevolg van de mislukte aanslag van Elser zijn de veiligheidsmaatregelen echter dermate verscherpt dat mededader Hans Oster hem geen springstof bezorgen kan. |
| 27 juni 1940     | Tijdens een militaire parade op de Champs-Élysées te Parijs, zou Hitler in het voorbijrijden door Fritz-Dietlof Graf von der Schulenburg en Eugen Gerstenmaier neergeschoten worden. De parade wordt echter afgelast omdat Hitler reeds op 23 juni 1940 in alle vroegte Parijs bezoekt. |
| 21 mei 1941      | Generaal Veldmaarschalk Erwin von Witzleben kan Hitler overtuigen tot een bezoek aan Parijs. Het is de bedoeling hem bij die gelegenheid neer te schieten. Hitler zegt het bezoek op het laatste moment echter af. |
| 13 maart 1943    | Op de terugvlucht van een bezoek aan het Oostfront bezoekt Hitler in Smolensk het hoofdkwartier van de Heeresgruppe Mitte. Generaal-majoor Henning von Tresckow heeft een drieledig plan bedacht om Hitler te doden. - Onder leiding van majoor Georg von Boeselager moeten een aantal ingewijden Hitler op de weg van de luchthaven naar het hoofdkwartier onderscheppen en doden. Hitler wordt echter door een bewapende SS-escorte begeleid en het plan wordt opgedoekt. - Tijdens het middagmaal willen Tresckow, Boeselager en anderen na een afgesproken teken opstaan en op Hitler vuren. De opperbevelhebber van de legergroep, generaal-veldmaarschalk Günther von Kluge, komt dit te weten en verbiedt zijn officieren, die hem gehoorzamen, een dergelijk plan uit te voeren in zijn bevoegdheidsgebied. - Als laatste optie geeft Tresckow een onwetende begeleidende officier een tijdbom die als een fles alcohol verpakt is mee aan boord van Hitlers vliegtuig. De bom die boven Polen had moeten ontploffen gaat echter niet af doordat de ontsteker bevroren raakt door de koude in de bagageruimte. De samenzweerders in Berlijn wachten tevergeefs op het nieuws van de ontploffing en het bompakket kan achteraf ternauwernood onderschept worden. |
| 21 maart 1943    | Bij de opening van een tentoonstelling van buitgemaakt Russisch wapentuig in Berlijn is Rudolf-Christoph Freiherr von Gersdorff bereid om zich in bijzijn van Hitler, Göring, Himmler, Keitel en Dönitz op te blazen. Hitler verlaat de tentoonstelling echter al na tien minuten; en Gersdorff kan de tijdbom nog net tijdig stilleggen. |
| 16 december 1943 | Axel von dem Bussche zou zich in Hitlers aanwezigheid opblazen bij de presentatie van de nieuwe legeruniformen. De presentatie wordt afgezegd omdat de uniformen bij een geallieerde luchtaanval vernield werden. |
| 1944             | De Britse geheim agent Eddie Chapman heeft in 1944 de Britse geheime dienst voorgesteld Hitler bij een publiek optreden door een zelfmoordaanslag te doden. Het aanbod werd door MI5 vanwege het criminele verleden van Chapman afgewezen. |
| 11 februari 1944 | De oorspronkelijk in december 1943 geplande presentatie van legeruniformen zou deze dag plaatsvinden. Deze keer wil luitenant Ewald-Heinrich von Kleist zich op Hitler werpen en hem mee in de lucht blazen. Ook deze poging wordt niets wanneer Hitler kort voordien de afspraak afzegt. |
| 11 maart 1944    | Eberhard von Breitenbuch de ordonnansofficier van generaal veldmaarschalk Ernst Busch plant om Hitler bij een bezoek op de Berghof van nabij in het hoofd te schieten. Daartoe verbergt hij een tweede pistool in zijn broek. De SS-lijfwachten laten echter enkel de generaals toe in Hitlers aanwezigheid, de ordonnansofficieren worden niet toegelaten tot de bespreking. |
| 7 juli 1944      | De meermaals geannuleerde presentatie van de legeruniformen vindt plaats in Schloss Kleßheim nabij Salzburg. Hellmuth Stieff moet de aanslag plegen, doch kan de stress niet de baas en voelt zich niet bij machte deze uit te voeren. |
| 11 juli 1944     | Kolonel Claus Schenk Graf von Stauffenberg de stafchef van het reserveleger wordt voor een presentatie op de Berghof ontboden. In zijn aktetas bevindt zich een bom die hij echter slechts mag doen afgaan wanneer behalve Hitler, ook Göring en Himmler gedood kunnen worden. Himmler is echter afwezig en de samenzweerders in Berlijn gelasten de aanslag af. |
| 15 juli 1944     | Slechts vier dagen later krijgt Stauffenberg opnieuw de kans, ditmaal in het Führerhoofdkwartier Wolfsschanze in Oost-Pruisen. Himmler is echter opnieuw afwezig, wat Stauffenberg per radio in code doorgeeft aan zijn mededaders in Berlijn. Generaal Ludwig Beck wil de aanslag uitstellen, maar generaal Friedrich Olbricht en kolonel Albrecht Mertz von Quirnheim overtuigen Stauffenberg toch door te zetten. Terug in de vergaderruimte merkt Stauffenberg echter dat Hellmuth Stieff de aktetas met de bom verwijderd heeft, wellicht om een toevallige ontdekking in afwezigheid van Von Stauffenberg te vermijden. De in Berlijn gelijktijdig opgestarte Operatie Walküre kan pas, nadat Von Stauffenberg opnieuw radiocontact heeft met Berlijn, op het laatste moment door Quirnheim als "alarmoefening" stopgezet worden. |
| 20 juli 1944     | De uitgestelde aanslag wordt door kolonel Von Stauffenberg uiteindelijk op 20 juli 1944 uitgevoerd in het Führerhoofdkwartier. Himmler noch Göring zijn aanwezig in de barak waar de bom afgaat. Hitler komt er door een aantal toevalligheden licht gekwetst vanaf. Dit is de laatste bewijsbare aanslag op Hitler voordat deze op 30 april 1945 zelfmoord pleegt. |